# Nordeste (Portugal)
Nordeste is een plaats en gemeente in het Portugese autonome gebied en eilandengroep Azoren.
De gemeente heeft een totale oppervlakte van 101 km² en telde 5291 inwoners in 2001.
Nordeste is Portugees voor noordoost en de plaats ligt in de noordoosthoek van het eiland São Miguel.

## Plaatsen in de gemeente
- Achada
- Achadinha
- Algarvia
- Lomba da Fazenda
- Nordeste (Vila e Pedreira)
- Salga
- Santana
- Santo António de Nordestinho
- São Pedro de Nordestinho